# 建筑材料

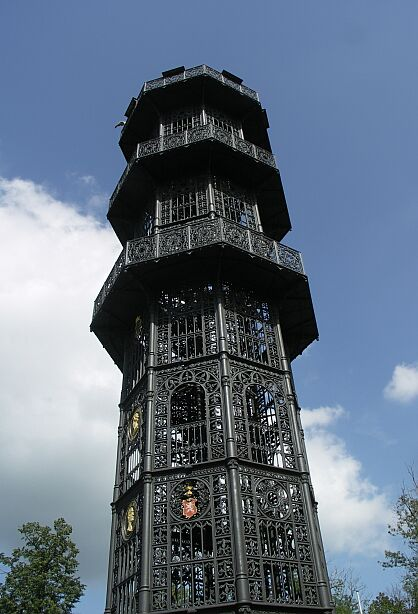
鐵塔

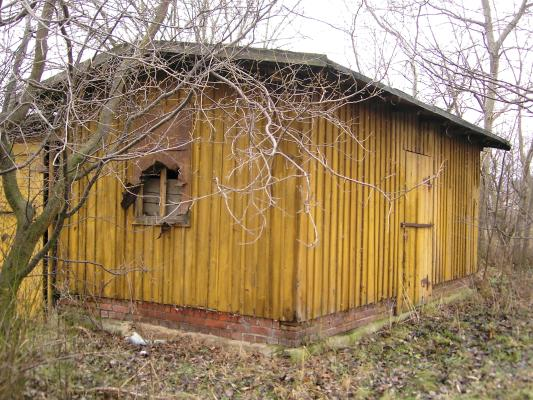
木屋

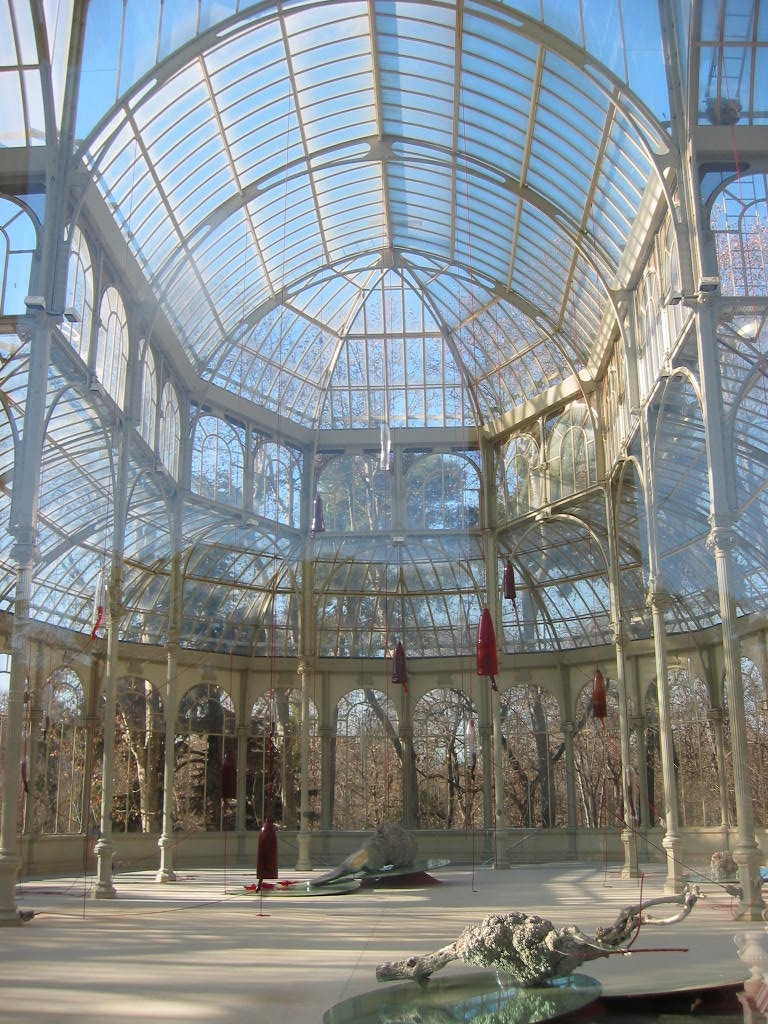
玻璃屋

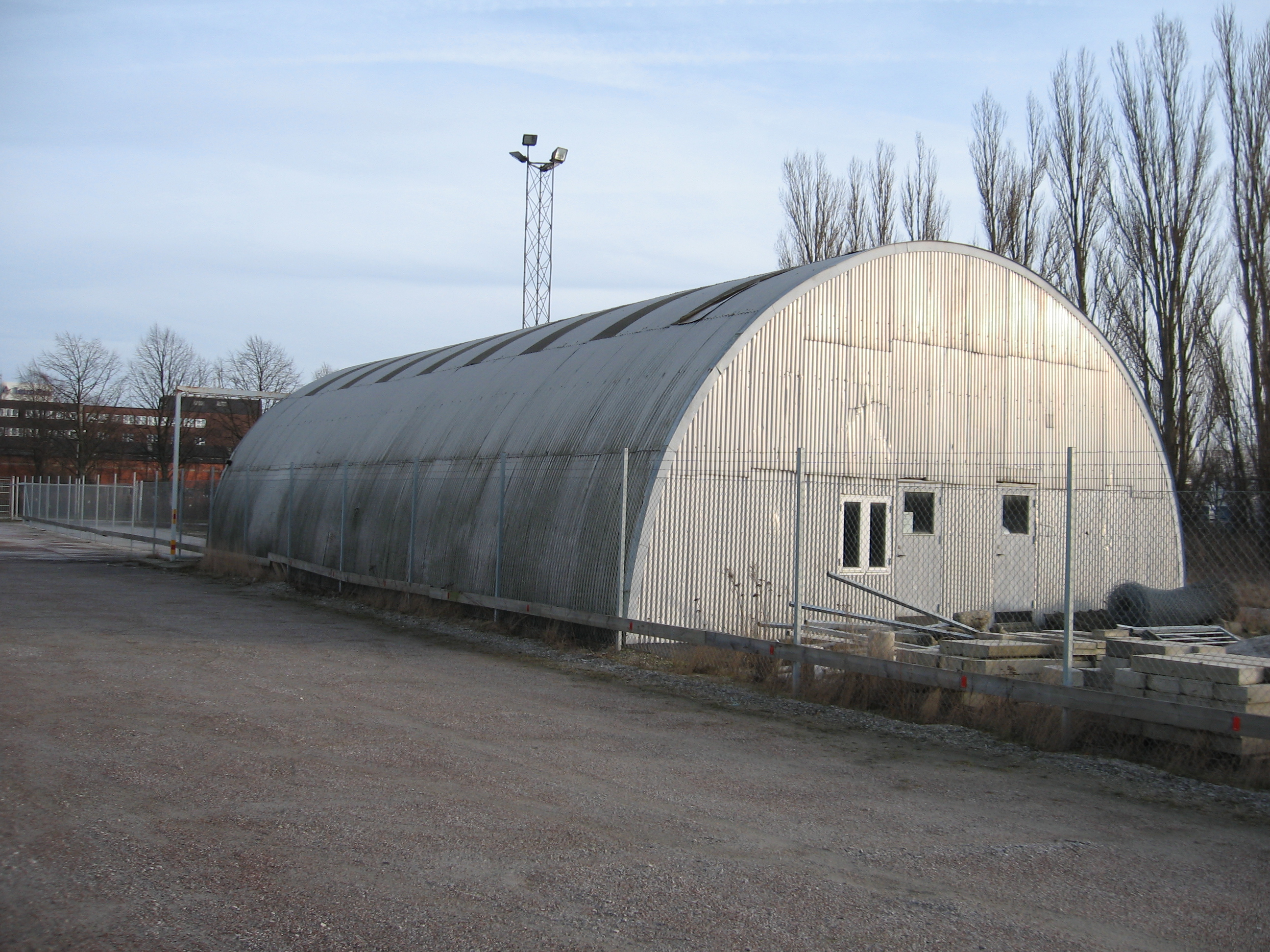
鐵屋
建筑材料是指用于土木工程的各种材料的总称，简称“建材”。狭义上的建材是指用于土木建筑工程的材料，如钢、沙石、玻璃、水泥、涂料等，通常将水泥、钢材和沙石称为一般建筑工程的三大材料。广义上的建材还包括用于建筑设备的材料，如电线、水管等。 建筑材料按用途分主要可以分为三类：结构材料、装饰材料及专用材料。结构材料主要用于建筑的主体结构，装饰材料主要用于室内装饰以提升建筑的美观及使用功能，专用材料则主要用于诸如防水、防火、保温等用途。
建筑学科的“建筑材料”是指对不同建築材料的物理和化学特性进行研究的学科。
- 按材料的化学组成可分为有机材料、无机材料以及这两类的复合材料。
- 按照材料来源可分为天然材料和人工材料。
- 按照材料的使用功能可分为建筑结构材料、装饰材料、建筑功能材料及建筑器材。
–其中建筑结构材料主要包括 金属、木材、石料、水泥、混凝土、砖石、陶瓷、玻璃、工程塑料、复合材料等；
–装饰材料主要包括油漆、涂料、板材、瓷砖、玻璃等；
–作为建筑装饰材料的复合材料作为新兴的复合材料，已经越来越广泛的被应用于建筑内饰及家具领域。以PET泡沫作为芯材的AIREX夹心板材、以巴沙轻木作为材料的BANOVA复合板，以及铝塑板为代表的建筑用复合材料，具有较强的可设计性（易于加工）、密度低但强度好、良好的耐腐蚀性能、透光性好、隔热性好、隔音性能好等优点。此外，复合材料应用于建筑还有助于减轻建筑整体重量，可以有效提升建筑的防震等级。
- 按照不同的物理特性又有多种分类，如刚性材料和塑性材料，防水材料和不防水材料，透明材料和不透明材料，抗压材料和抗拉材料等等。

## 物料

### 金屬
- 鋼鐵（形鋼、鋼筋）
- 金属材料
- 不鏽鋼

### 植物纖維
- 木材、薄片
- 竹
- 草

### 岩石與土壤
- 岩石（花崗岩、大理石、人造石）
- 磚、瓦
- 黏土
- 玻璃

### 膠結性材料
- 水泥、硅酸盐水泥
- 混凝土、钢筋混凝土
- 瀝青
- 石膏

## 外部連結
- "建築材料" - 搜索 Google 圖書